# Husův dům (Čistá)
Husův dům v Čisté je bývalý kostel Českobratrské církve evangelické (podle jiných údajů Církve československé husitské), jenž byl postaven roku 1922 podle návrhu architekta Hanuše Zápala. Jednalo se o první nekatolickou modlitebnu na Rakovnicku. Později byl přeměněn na tělocvičnu. Od 4. srpna 1994 je památkově chráněna.

## Historie
Po rozpadu habsburské monarchie roku 1918 a vyvázání se z pevného svazku katolické tradice na metternichovském panství silně vzrostl počet členů Církve československé husitské. První kazatelská stanice vznikla v Čisté roku 1920, v blízkých Kralovicích v roce 1921. Musela však využívat provizorních, nedůstojných prostor, a proto byly rozvíjeny myšlenky na stavbu nové modlitebny, pro kterou byl v Čisté zakoupen pozemek u hlavní silnice vedoucí k vlakovému nádraží.
Projektu se zdarma zhostil architekt Hanuš Zápal, syn předsedy kralovických evangelíků Antonína Zápala. Dokončil ho Cyril Čech, který nakonec i stavbu objektu realizoval. Pro hlavní budovu modlitebny byla zvolena vysoká sedlová střecha, jež směrem do ulice vystupuje v monumentální trojúhelníkový štít, který společně se dvěma pilíři tvoří průčelí Husova domu. Doplněn byl o kubizující žebra, sestavená v geometrické útvary. Stavba se však finančně vymkla z možností členů sboru, a proto bylo nutné šetřit při vybavování interiéru. Zprvu muselo postačit starší vybavení, jež bylo postupně doplňováno. Lavice pocházely z blíže neurčené pražské synagogy. Kazatelna a stůl Páně byly darem sboru z Plzně-západu, pocházejí z bývalé modlitebny, kterou nahradil nový kostel. Čistecký Husův dům byl slavnostně otevřen 8. října 1922. K roku 2023 je objekt Husova domu nevyužíván a chátrá.